# 2021 en jeu vidéo
Cet article présente les faits marquants de l'année 2021 concernant le jeu vidéo.

## Jeux notables
Les jeux suivants sont sortis en 2021 :

### Janvier
- 20 janvier :
  - Hitman 3 (Windows, PlayStation 4, PlayStation 5, Xbox One, Xbox Series, Google Stadia)

- 28 janvier :
  - The Medium (Windows, Xbox Series)

### Février
- 11 février :
  - Little Nightmares 2 (Windows, Nintendo Switch, PlayStation 4, PlayStation 5, Xbox One, Xbox Series)
- 12 février :
  - Super Mario 3D World + Bowser's Fury (Nintendo Switch)
- 23 février : 
  - Persona 5 Strikers (Windows, PlayStation 4, Nintendo Switch)

### Mars
- 26 mars :
  - Monster Hunter Rise (Nintendo Switch)
  - Balan Wonderworld (Windows, PlayStation 4, PlayStation 5,  Nintendo Switch, Xbox One, Xbox Series)

### Avril
- 1er avril :
  - Outriders (Windows, PlayStation 4, PlayStation 5, Xbox One, Xbox Series, Google Stadia)
- 23 avril : 
  - Nier Replicant ver.1.22474487139... (Windows, PlayStation 4, Xbox One)

- 30 avril :
  - Returnal (PlayStation 5)

### Mai
- 7 mai :
  - Resident Evil Village (Windows, PlayStation 4, PlayStation 5, Xbox One, Xbox Series, Google Stadia)
- 10 mai : 
  - Hood: Outlaws & Legends (Windows, PlayStation 4, PlayStation 5, Xbox One, Xbox Series)
- 25 mai :
  - Biomutant (Windows, PlayStation 4, Xbox One)
  - Roller Champions (Windows, PlayStation 4, Nintendo Switch, Xbox One)

### Juin
- 4 juin :
  - Sniper: Ghost Warrior Contracts 2 (Windows, PlayStation 4, PlayStation 5, Xbox One, Xbox Series)
- 11 juin :
  - Ratchet and Clank: Rift Apart (PlayStation 5)
- 22 juin :
  - Dungeons and Dragons: Dark Alliance (Windows, PlayStation 4, PlayStation 5, Xbox One, Xbox Series)
- 25 juin :
  - Mario Golf: Super Rush (Nintendo Switch)
  - Scarlet Nexus (Windows, PlayStation 4, PlayStation 5, Xbox One, Xbox Series)

### Juillet
- 9 juillet :
  - Monster Hunter Stories 2: Wings of Ruin (Windows, Nintendo Switch)
- 16 juillet :
  - The Legend of Zelda: Skyward Sword HD (Nintendo Switch)
- 21 juillet : 
  - Final Fantasy Pixel Remaster (Windows, iOS, Android)
- 29 juillet :
  - Fuga: Melodies of Steel

### Août
- 17 août :
  - Humankind (Windows)
- 19 août :
  - 12 Minutes (Windows, Xbox One, Xbox Series)
- 24 août :
  - Aliens: Fireteam Elite (Windows, PlayStation 4, PlayStation 5, Xbox One, Xbox Series)
- 25 août : 
  - Psychonauts 2 (Windows, PlayStation 4, PlayStation 5, Xbox One, Xbox Series, MacOS, Linux)
- 27 août : 
  - No More Heroes III (Nintendo Switch)

### Septembre
- 7 septembre :
  - Bus Simulator 21  (Windows, PlayStation 4, Xbox One)
- 9 septembre :
  - Tales of Arise (Windows, PlayStation 4, PlayStation 5, Xbox One, Xbox Series)
- 10 septembre :
  - Life Is Strange: True Colors (Windows, PlayStation 4, PlayStation 5, Xbox One, Xbox Series, Nintendo Switch, Google Stadia)
  - WarioWare: Get It Together! (Nintendo Switch)
- 14 septembre :
  - Deathloop (Windows, PlayStation 5)
- 24 septembre :
  - Lost Judgment (PlayStation 4, PlayStation 5, Xbox One, Xbox Series)

### Octobre
- 7 octobre :
  - Far Cry 6 (Windows, PlayStation 4, PlayStation 5, Xbox One, Xbox Series, Google Stadia)
- 8 octobre :
  - Metroid Dread (Nintendo Switch)
- 28 octobre :
  - Age of Empires IV (Windows)
  - Project Zero : La Prêtresse des Eaux noires (Windows, PlayStation 4, PlayStation 5, Xbox One, Xbox Series, Nintendo Switch)
  - Riders Republic (Windows, PlayStation 4, PlayStation 5, Xbox One, Xbox Series, Google Stadia)
- 29 octobre :
  - Mario Party Superstars (Nintendo Switch)

### Novembre
- 4 novembre :
  - Just Dance 2022 (Windows, PlayStation 4, PlayStation 5, Xbox One, Xbox Series, Nintendo Switch, Google Stadia)
- 5 novembre :
  - Call of Duty: Vanguard (Windows, PlayStation 4, PlayStation 5, Xbox One, Xbox Series)
  - Forza Horizon 5 (Windows, Xbox One, Xbox Series)
- 9 novembre :
  - Jurassic World Evolution 2 (Windows, PlayStation 4, PlayStation 5, Xbox One, Xbox Series)
- 11 novembre :
  - Shin Megami Tensei V (Nintendo Switch)
  - Grand Theft Auto: The Trilogy – The Definitive Edition (Windows, PlayStation 4, PlayStation 5, Xbox One, Xbox Series, Nintendo Switch)
  - Bright Memory: Infinite (Windows, PlayStation 4, PlayStation 5, Xbox One, Xbox Series)
- 18 novembre :
  - Exo One (Windows, Xbox One, Xbox Series)
- 19 novembre :
  - Pokémon Diamant Étincelant et Perle Scintillante (Nintendo Switch)
  - Battlefield 2042 (Windows, PlayStation 4, PlayStation 5, Xbox One, Xbox Series)
- 22 novembre :
  - Farming Simulator 22 (Windows, PlayStation 4, PlayStation 5, Xbox One, Xbox Series, Stadia, Mac OS)

### Décembre
- 2 décembre : 
  - Solar Ash (Windows, PlayStation 4, PlayStation 5)
- 3 décembre :
  - Danganronpa Decadence (Nintendo Switch)
- 7 décembre :
  - Final Fantasy XIV - Endwalker (Windows, Mac, PlayStation 4, PlayStation 5)
- 8 décembre :
  - Halo Infinite (Windows, Xbox One, Xbox Series)